# Thunbergia papuana
Thunbergia papuana är en akantusväxtart som beskrevs av Cornelis Eliza Bertus Bremekamp. Thunbergia papuana ingår i släktet thunbergior, och familjen akantusväxter. Inga underarter finns listade i Catalogue of Life.